# ريتشارد ألين (رسام)
ريتشارد ألين (بالإنجليزية: Richard Allen)‏ هو رسام بريطاني، ولد في 8 فبراير 1933، وتوفي في 9 فبراير 1999 بسبب تصلب جانبي ضموري.